# Valtelina
Valtelina (italiano Valtellina, romanche Vuclina, lombardo Valtelina o Valtulina, alemán Veltlin) es una zona alpina de Italia en el norte de la Lombardía, que constituye la parte principal de la provincia de Sondrio. Comprende el alto valle del río Adda hasta su desembocadura en el lago de Como. Su ciudad principal, y también capital, es la ciudad de Sondrio; otras ciudades de la Valtelina son Aprica, Bormio, Morbegno y Tirano.

## Geografía

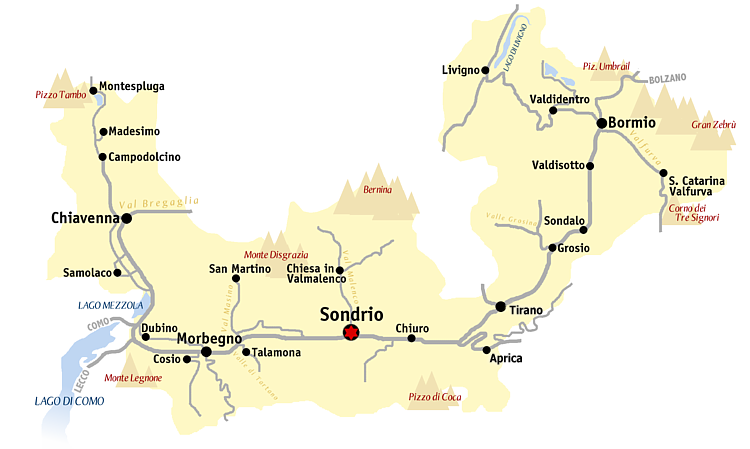
Mapa de Valtelina.

La Valtelina se encuentra encajonada entre los Alpes (que la separan del cantón suizo de los Grisones) al norte y las sierras subalpinas (Alpes Orobios, en italiano Alpi Orobie) al sur. Es un valle principalmente orientado de este a oeste. Su longitud es de 119 km y su anchura media es de 66 km. Al noreste se comunica con la Val Bregaglia.

## Etimología
El nombre Valtelina o Valtellina está compuesto por la palabra Val (= valle) más una denominación que quizás derive de Teglio, un antiguo asentamiento humano en el centro del valle, posiblemente llamado otrora "[Cas]teglio" o "[Cas]tello" (Castillo).

## Historia
En la Antigüedad clásica, la Valtelina fue poblada por ligures, celtas y más tardíamente por etruscos (quienes introdujeron allí la vid y la producción de vinos). Hasta la anexión al Imperio romano los tres pueblos citados se disputaban el dominio del territorio.

### Época medieval
Con el derrumbe del Imperio romano de Occidente, el territorio quedó sin un claro control, aunque pudo haber sido uno de los pasos para la invasión de los ostrogodos y otros antiguos pueblos germánicos (como los hérulos). El valle fue ocupado por los lombardos entre los siglos VI y VIII y luego por los francos entre los siglos VIII y IX. Después fue incorporado al llamado "Reino de Italia" y a la casa de Sajonia dentro del llamado "Sacro Imperio Romano Germánico".
En 1335 fue cedido a los Visconti, señores de Milán, que lo anexaron al Milanesado.  

### Etapa moderna
En 1512, los posteriormente protestantes grisones lo ocuparon y anexaron a su territorio. Durante su dominio, la Valtelina fue muchas veces llamada con el nombre romanche y alemán de Veltlin. También se la conoció con el nombre de "Tirol Occidental". 

### Guerra de los Treinta Años
Con el trasfondo histórico de la guerra de los Treinta Años, la Valtelina será el foco de atención de las potencias europeas entre 1620-1639. En 1620 los valtelineses, mayoritariamente católicos, se rebelaron contra la ocupación de los grisones con el apoyo del gobernador de Milán el duque de Feria, Gómez IV Suárez de Figueroa y Córdoba. Tras esta rebelión, españoles, franceses, suizos y alemanes se disputaron el control del valle. El Imperio español la utilizó como paso de los tercios desde sus territorios italianos hasta los Países Bajos españoles, en el denominado Camino español. El territorio fue "definitivamente" cedido a los grisones en 1639 con la única condición de que se respetara en este valle la práctica de la religión católica.

### Época napoleónica
Tras la intervención de las tropas francesas al mando de Napoleón I, la Valtelina —considerada un paso muy estratégico— pasó en 1797 a ser una provincia de la llamada "República Cisalpina" (un Estado satélite de Francia) y en 1805 al llamado "Reino de Italia" (entonces también un Estado satélite de Francia, prácticamente incorporado dentro del Imperio Napoleónico). Tras el Congreso de Viena en 1815, la Valtelina pasó a formar parte del llamado "Reino de Lombardía-Venecia" dominado por Austria.

### Unificación de Italia
En 1859 Valtelina logró unirse al incipiente reino de Italia y a partir de entonces pertenece a la Italia reunificada. En ocasiones, dentro del Estado italiano la Valtelina recibe el nombre de Grigioni Italiani (Grisones italianos) aunque tal denominación es confusa, ya que corresponde más bien a las zonas del cantón suizo de los Grisones en donde se habla el italiano y que son inmediatamente vecinas –por el norte– a la Valtelina.

## Idioma
En la Valtelina se habla el italiano normativo (desde el siglo XX) y el valtellinese, dialecto lombardo muy influido por el romanche.